# لوتون (ميلتون كينس)
لوتون، ميلتون كينس (باكينجهامشير) (بالإنجليزية: Loughton, Milton Keynes)‏ هي قرية وأبرشية مدنية تقع في المملكة المتحدة في باكينجهامشير. يقدر عدد سكانها بـ 6,363 نسمة .